# All Eyez on Me (Monica-album)
All Eyez on Me är det tredje studioalbumet av den amerikanska R&B-sångerskan Monica, släppt av J Records den 21 oktober 2002 endast i Japan. Huvudproducenter för skivan var bland annat Dallas Austin, Bryan Michael Cox, Jermaine Dupri, Rodney Jerkins, och Soulshock & Karlin. 
Dess release skrapades delvis tack vare att första singeln, "All Eyez on Me" tog sig inte in på så många musiklistor och albumets innehåll läckte tidigt ut på internet. År 2003 byttes stora delar av albumets innehåll ut mot ny-producerat material, skivan döptes om till After the Storm och gavs ut i USA. 

## Innehållsförteckning
| Nr  | Titel                               | Producenter                       | Längd |
| --- | ----------------------------------- | --------------------------------- | ----- |
| 1.  | I'm Back                            | Bryan Michael Cox, Jermaine Dupri | 3:35  |
| 2.  | All Eyez on Me                      | Rodney "Darkchild" Jerkins        | 4:00  |
| 3.  | U Should've Known                   | J. Dupri, B. Cox                  | 4:43  |
| 4.  | Too Hood (featuring Jermaine Dupri) | J. Dupri, B. Cox                  | 4:23  |
| 5.  | I Wrote This Song                   | Soulshock & Karlin                | 4:00  |
| 6.  | U Deserve (featuring Daron Jones)   | Dallas Austin                     | 4:24  |
| 7.  | Breaks My Heart                     | Soulshock & Karlin                | 4:07  |
| 8.  | Aint Gonna Cry No More              | Rodney Jerkins                    | 4:12  |
| 9.  | If U Were the Girl                  | J. Dupri, B. Cox                  | 3:51  |
| 10. | What Hurts the Most                 | Soulshock & Karlin, P. Biker      | 4:44  |
| 11. | Searchin'                           | B. Cox                            | 4:38  |

| 12. | Just Another Girl  | Ric Wake     | 3:24 |
| 13. | What My Heart Says | David Foster | 3:59 |

## Listor
| Lista (2002)       | Topp position |
| ------------------ | ------------- |
| Schweiz albumlista | 88            |

## Personal

### Musiker
- Montez Arnold - keyboards
- Shamora Crawford - bakgrunds sångerska
- DJ Mars - programmering
- Eric Jackson - gitarr
- Marc Kelly - Bas gitarr
- New Birth Praise Team - bakgrunds sångare
- Tommy Martin - gitarr
- William Odum - gitarr

### Produktion
- Sång producent: LaShawn Daniels, Harold Lilly, Rodney Jerkins
- Engineers: Ralph Cacciurri, Doug Harms, Tim Lauber, Carlton Lynn, Bill Malina
- Audio mixing: Kevin Davis, Rodney Jerkins, Manny Marroquin, Carsten "Soulshock" Shack, Dexter Simmons, Phil Tan
- Mixing assistans: John Horesco IV
- Audio mastering: Tony Dawsey
- A&R: Larry Jackson, Keith Naftaly
- Album koordinator: Melinda Dancil
- Konst direktion: Alexis Yraola
- Fotograf: Joshua Jordan
- Foto-produktion: Chris LeBeau